# Mazury Open Swatch FIVB World Tour
Mazury Open Swatch FIVB World Tour – turniej siatkówki plażowej w Starych Jabłonkach, organizowany w ramach cyklu World Tour. Od 2004 w turnieju rywalizują mężczyźni, a od 2008 także kobiety.
Mazury Open jest pierwszym turniejem, jaki w historii cyklu World Tour odbył się w Polsce, a także pierwszymi w historii zawodami, które odbyły się w systemie Double Gender (jednoczesna rywalizacja kobiet i mężczyzn).

## Historia
Pierwsza edycja imprezy została uznana przez FIVB za jeden z trzech najlepiej zorganizowanych turniejów World Tour w ostatnich latach, a także za najlepiej zorganizowany debiut w historii cyklu. Corocznie turniej uświetniają imprezy dodatkowe takie jak koncerty gwiazd polskiej muzyki. Dotychczas na plaży przy Hotelu Anders występowali m.in. Stachursky, Łzy, Kombi, De Mono.
W dotychczasowych siedmiu edycjach męskiego turnieju pięciokrotnie zwyciężały pary brazylijskie, raz triumfowała para ze Szwajcarii i raz para z USA. Trzy kobiece turnieje wygrały natomiast reprezentantki Brazylii. Reprezentanci tego kraju są także rekordzistami pod względem liczby zdobytych medali. Brazylijczycy zdobyli dotychczas dziesięć z dwudziestu jeden możliwych kompletów medali, natomiast Brazylijki sześć z dziewięciu.
W 2010 Mazury Open wszedł do cyklu Grand Slam, turniejów o najwyższej randze, w którym wystartowały 32 najwyżej sklasyfikowane pary w rankingu FIVB. Pula nagród wyniosła 600 tys. dolarów.

## Medaliści

### Mężczyźni

#### 2004
| Lp. | Zawodnicy                       | Medal |
| --- | ------------------------------- | ----- |
| 1   | Emanuel Rego/Ricardo Santo      |       |
| 2   | Franco Neto/Tande Ramos         |       |
| 3   | Vegard Hoidalen/Jorre Kjemperud |       |

#### 2005
| Lp. | Zawodnicy                         | Medal |
| --- | --------------------------------- | ----- |
| 1   | Markus Egger/Martin Laciga        |       |
| 2   | Markus Dieckmann/Jonas Reckermann |       |
| 3   | Emanuel Rego/Ricardo Santo        |       |

#### 2006
| Lp. | Zawodnicy                  | Medal |
| --- | -------------------------- | ----- |
| 1   | Emanuel Rego/Ricardo Santo |       |
| 2   | Pedro Cunha/Franco Neto    |       |
| 3   | Wu Penggen/Xu Linyin       |       |

#### 2007
| Lp. | Zawodnicy                      | Medal |
| --- | ------------------------------ | ----- |
| 1   | Emanuel Rego/Ricardo Santo     |       |
| 2   | Mariano Baracetti/Martin Conde |       |
| 3   | Marcio Araujo/Fabio Magalhaes  |       |

#### 2008
| Lp. | Zawodnicy                             | Medal |
| --- | ------------------------------------- | ----- |
| 1   | Emanuel Rego/Ricardo Santo            |       |
| 2   | Adrian Gavira Collado/Inocencio Lario |       |
| 3   | Andrew Schacht/Joshua Slack           |       |

#### 2009
| Lp. | Zawodnicy                           | Medal |
| --- | ----------------------------------- | ----- |
| 1   | Benjamin Insfran/Pedro Salgado      |       |
| 2   | Julius Brink/Jonas Reckermann       |       |
| 3   | Pablo Herrera/Adrian Gavira Collado |       |

#### 2010
| Lp. | Zawodnicy                     | Medal |
| --- | ----------------------------- | ----- |
| 1   | Phil Dalhausser/Todd Rogers   |       |
| 2   | Julius Brink/Jonas Reckermann |       |
| 3   | Marcio Araujo/Ricardo Santos  |       |

### Kobiety

#### 2008
| Lp. | Zawodnicy                         | Medal |
| --- | --------------------------------- | ----- |
| 1   | Ana Paula Mancino/Shelda Bede     |       |
| 2   | Rachel Wacholder/Tyra Turner      |       |
| 3   | Maria Clara Salgado/Carol Salgado |       |

#### 2009
| Lp. | Zawodnicy                        | Medal |
| --- | -------------------------------- | ----- |
| 1   | Larisa Franca/Juliana Felisberta |       |
| 2   | Becchara Palmer/Louise Bawden    |       |
| 3   | Talita Antunes/Maria Antonelli   |       |

#### 2010
| Lp. | Zawodnicy                        | Medal |
| --- | -------------------------------- | ----- |
| 1   | Larisa Franca/Juliana Felisberta |       |
| 2   | Xue Chen/Zhang Xi                |       |
| 3   | Talita Antunes/Maria Antonelli   |       |